# Sumska oblast
Sumska oblast (ukrajinsko Сумська́ о́бласть), poznana tudi kot Sumščina (Су́мщина), je oblast v severovzhodni Ukrajini. V svoji sedanji obliki je bila ustanovljena z združitvijo nekaterih rajonov Harkovske, Černigovske in Poltavske oblasti leta 1939.
Ocenjeno število prebivalcev je 1.035.772 (2022). 
Upravno središče oblasti je mesto Sumi. Pomembnejša mesta so še Konotop, Ohtirka, Romni in Šostka. Pomembno vlogo v gospodarstvu Sumske oblasti igra kmetijstvo ter industrija. Skozi njo tudi teče sedem rek.

## Geografija
Sumska oblast se nahaja v severovzhodnem delu Ukrajine. Leži na meji dveh zgodovinskih regij Ukrajine - Kozaškega hetmanata in Slobodske Ukrajine. Nadmorska višina oblasti je med 110 in 240 m. Njegena površina znaša 23.800 km2 in predstavlja 3,95 % površine države.
Oblast meji na Brjansko oblast (Rusija) na severovzhodu, Kursko in Belgorodsko oblast (Rusija) na vzhodu, Harkovsko oblast na jugovzhodu, Poltavsko oblast na jugu in Černigovsko oblast na zahodu.
Skozi regijo teče sedem rek. Največja izmed njih je Desna.
Sumska oblast vključuje 168 naravovarstvenih območij in naravnih rezervatov. Znana je po slikovitih bregovih rek ter izvirih mineralne vode. Hkrati pa se spopada tudi z ekološkimi problemi; erozijo prsti, onesnaževanjem s pesticidi ter onesnaževanjem zraka in vode.

## Zgodovina
Sumska oblast je bila ustanovljena 10. januarja 1939 na podlagi ukaza predsedstva Vrhovnega sovjeta Sovjetske zveze. Takrat je bila del Ukrajinske sovjetske socialistične republike. Sestavljena je bila iz 12 Harkovskih, 17 Černigovskih in 2 rajonov Poltavske oblasti.
Med drugo svetovno vojno je med letom 1941 in 1943 Sumsko oblast okupirala nacistična Nemčija in je bila pod vojaško upravo Wehrmachta. Po umiku nemške vojske je zopšet prešla pod nadzor Ukrajinske SSR.
Leta 1965 je bil eden od nekdanjih rajonov Černigovske oblasti vrnjen Černigovski oblasti.
Med rusko invazijo na Ukrajino leta 2022 je bila Sumska oblast ena izmed regij, kjer so se spopadle ruske in ukrajinske sile. Dele oblasti je okupirala ruska vojska. Do 4. aprila 2022 je bila pregnana iz vseh mest in vasi v oblasti, do 8. aprila pa iz vseh območij oblasti.

## Upravne delitve
Sumska oblast je sestavljena iz 5 rajonov. Ti so nadalje razdeljeni na 51 gromad (skupnosti). Sedež administracije oblasti je v mestu Sumi. Guvernerja določi predsednik Ukrajine.

## Demografija
Po popisu leta 2001 je bilo v Sumski oblasti 88,8% Ukrajincev in 9,4% Rusov.

### Starostna struktura
0-14 let: 12,7 % (moški 74.529/ženske 70.521)
15-64 let: 70,8 % (moški 386.250/ženske 422.077)
65 let in več: 16,5 % (moški 60.374/ženske 127.306) (uradni podatki 2013)

### Mediana starosti
skupaj: 42,0 let
moški: 38,6 let
ženske: 45,4 let (uradni podatki 2013)

## Gospodarstvo

### Industrija
Glavne industrijske dejavnosti v regiji so: energetsko strojništvo, kmetijska strojegradnja, industrija merskih instrumentov in radijske elektronike, proizvodnja tehnične opreme za agroindustrijske komplekse, rudarstvo in proizvodnja železove rude,proizvodnja zdravil, predelava nafte in plina, proizvodnja kemikalij, strojegradnja za kemično industrijo, proizvodnja filmskega in foto materiala ter proizvodnja kemičnih gnojil. V regiji je 273 velikih industrijskih podjetij in 327 malih industrijskih podjetij.

### Kmetijstvo
Leta 1999 je bruto pridelek žit znašal približno 446.000 ton, 664.000 ton sladkorne pese, 27.700 ton sončničnih semen, 343.600 ton krompirja, 108.700 ton mesa, 517.800 ton mleka in 295.300.000 jajc. V začetku leta 1999 je bilo v regiji 781 registriranih kmetij.

## Pomembne osebnosti
- Viktor Juščenko – 3. predsednik samostojne Ukrajine (2005–2010), rojen v vasi Horuživka
- Jevgen Adamcevič – ukrajinski bandurist, avtor Zaporoškega marša
- Oleksij Berest – eden od vojakov, ki so izobesili sovjetsko zastavo na Reichstagu in posmrtni heroj Ukrajine .
- Ivan Kožedub - as druge svetovne vojne in maršal letalstva Sovjetske zveze.
- Natalia Ivanovna Sedova – žena Leva Trockega, rojena Romni, 1882
- Stepan Timošenko – oče sodobne inženirske mehanike (1878-1972)
- Leonid Toptunov – višji glavni inženir za nadzor reaktorja v reaktorski enoti 4 jedrske elektrarne Černobil v noči černobilske katastrofe

## Galerija
- Mesto Sumi
- Cerkev svetega Jurija v Ohtirki
- Trdnjava Putivl
- Pedagoška univerza Gluhiv
- Krugli dvir v Trostjanecu
- Park Trostjanec
- Narodni park Desna - Stara Huta
- Narodni park Hetman